# Grand Prix Włoch 1936
Grand Prix Włoch 1936 (oryg. XIV Gran Premio d'Italia) – jeden z wyścigów Grand Prix rozegranych w 1936 roku oraz czwarta eliminacja Mistrzostw Europy AIACR.

## Lista startowa
Na niebieskim tle kierowcy, którzy nie wzięli udziału w kwalifikacjach, lecz współdzielili samochód w czasie wyścigu
| Nr | Kierowca              | Zespół             | Samochód          | Silnik              |   |
| -- | --------------------- | ------------------ | ----------------- | ------------------- | - |
| 2  | Hans Stuck            | Auto Union AG      | Auto Union C      | Auto Union 6.0 V-16 | ? |
| 4  | Bernd Rosemeyer       | Auto Union AG      | Auto Union C      | Auto Union 6.0 V-16 | ? |
| 6  | Achille Varzi         | Auto Union AG      | Auto Union C      | Auto Union 6.0 V-16 | ? |
| 6  | Rudolf Hasse          | Auto Union AG      | Auto Union C      | Auto Union 6.0 V-16 | ? |
| 8  | Ernst von Delius      | Auto Union AG      | Auto Union C      | Auto Union 6.0 V-16 | ? |
| 10 | Carlo Felice Trossi   | Scuderia Torino    | Maserati V8RI     | Maserati 4.8 V-8    | ? |
| 10 | Ettore Bianco         | Scuderia Torino    | Maserati V8RI     | Maserati 4.8 V-8    | ? |
| 12 | Clemente Biondetti    | Scuderia Maremmana | Maserati 6C-34    | Maserati 3.7 S-6    | ? |
| 14 | Pietro Ghersi         | Scuderia Maremmana | Maserati 6C-34    | Maserati 3.7 S-6    | ? |
| 16 | Piero Dusio           | Scuderia Torino    | Maserati 6C-34    | Maserati 3.7 S-6    | ? |
| 18 | Tazio Nuvolari        | Scuderia Ferrari   | Alfa Romeo 12C-36 | Alfa Romeo 4.1 V-12 | ? |
| 20 | Carlo Maria Pintacuda | Scuderia Ferrari   | Alfa Romeo 8C-35  | Alfa Romeo 3.8 S-8  | ? |
| 22 | Giuseppe Farina       | Scuderia Ferrari   | Alfa Romeo 12C-36 | Alfa Romeo 4.1 V-12 | ? |
| 24 | René Dreyfus          | Scuderia Ferrari   | Alfa Romeo 12C-36 | Alfa Romeo 4.1 V-12 | ? |
| Nr | Kierowca              | Zespół             | Samochód          | Silnik              |   |

## Wyniki

### Kwalifikacje
Źródło: teamdan.com
| Poz. | Nr | Kierowca              | Konstruktor | Czas   | Poz. s. |
| ---- | -- | --------------------- | ----------- | ------ | ------- |
| 1    | 4  | Bernd Rosemeyer       | Auto Union  | 2:56,4 | 1       |
| 2    | 2  | Hans Stuck            | Auto Union  | 2:58,8 | 2       |
| 3    | 18 | Tazio Nuvolari        | Alfa Romeo  | 3:00,6 | 3       |
| 4    | 8  | Ernst von Delius      | Auto Union  | 3:01,8 | 4       |
| 5    | 6  | Achille Varzi         | Auto Union  | 3:02,0 | 5       |
| 6    | 22 | Giuseppe Farina       | Alfa Romeo  |        | 6       |
| 7    | 20 | Carlo Maria Pintacuda | Alfa Romeo  |        | 7       |
| 8    | 24 | René Dreyfus          | Alfa Romeo  |        | 8       |
| 9    | 10 | Carlo Felice Trossi   | Maserati    |        | 9       |
| 10   | 16 | Piero Dusio           | Maserati    |        | 10      |
| 11   | 12 | Clemente Biondetti    | Maserati    |        | 11      |
| 12   | 14 | Pietro Ghersi         | Maserati    |        | 12      |
| Poz. | Nr | Kierowca              | Konstruktor | Czas   | Poz. s. |

### Wyścig
Źródło: kolumbus.fi
| P                 | + / –     | Nr | Kierowca                          | Konstruktor | Okr. | Czas / Strata      | Komentarz              |
| ----------------- | --------- | -- | --------------------------------- | ----------- | ---- | ------------------ | ---------------------- |
| 1                 | Bez zmian | 4  | Bernd Rosemeyer                   | Auto Union  | 72   | 3h43:25,0          |                        |
| 2                 | 1         | 18 | Tazio Nuvolari                    | Alfa Romeo  | 72   | +2:05,3            |                        |
| 3                 | 1         | 8  | Ernst von Delius                  | Auto Union  | 70   | +2 okr             |                        |
| 4                 | 4         | 24 | René Dreyfus                      | Alfa Romeo  | 70   | +2 okr             |                        |
| 5                 | 2         | 20 | Carlo Maria Pintacuda             | Alfa Romeo  | 68   | +4 okr             |                        |
| 6                 | 4         | 16 | Piero Dusio                       | Maserati    | 59   | +13 okr            |                        |
| 7                 | 2         | 10 | Carlo Felice Trossi Ettore Bianco | Maserati    | 49   | +23 okr            | Samochód współdzielony |
| Niesklasyfikowani |           |    |                                   |             |      |                    |                        |
|                   |           | 22 | Giuseppe Farina                   | Alfa Romeo  | 57   | Awaria mechaniczna |                        |
|                   |           | 12 | Clemente Biondetti                | Maserati    | 30   |                    |                        |
|                   |           | 6  | Achille Varzi Rudolf Hasse        | Auto Union  | 17   | Silnik             | Samochód współdzielony |
|                   |           | 2  | Hans Stuck                        | Auto Union  | 17   | Wypadek            |                        |
|                   |           | 14 | Pietro Ghersi                     | Maserati    | 2    |                    |                        |
| P                 | + / –     | Nr | Kierowca                          | Konstruktor | Okr. | Czas / Strata      | Komentarz              |

### Najszybsze okrążenie
Źródło: teamdan.com
| Nr | Kierowca        | Konstruktor | Czas   | Okr. |
| -- | --------------- | ----------- | ------ | ---- |
| 4  | Bernd Rosemeyer | Auto Union  | 2:59,6 |      |